# Бачевац
Бачевац (серб. Баћевац) — населённый пункт в Сербии, округе Белград, общине Бараево.

## Население
В селе проживает 1624 жителей, из которых совершеннолетних 1338. Средний возраст — 43,0 года (мужчины — 41,5 года, женщины — 44,6 года). В населённом пункте 561 домохозяйств, среднее число членов в которых — 2,89.
|            | Этносы | Численность |
| ---------- | ------ | ----------- |
|            | сербы  | 1556        |
| черногорцы | 14     |             |
| македонцы  | 6      |             |
| хорваты    | 6      |             |
| муслимане  | 2      |             |